# Freguesia
Freguesia hay xã là đơn vị hành chính nhỏ nhất ở Bồ Đào Nha, điều này được xác định trong hiến pháp 1976. Nhiều Freguesia lập lại thành một Municípios (huyện), còn được gọi là Concelho.
Ngay cả ở các quốc gia khác mà trước đây là thuộc địa của Bồ Đào Nha, từ Freguesia cũng được dùng như là một đơn vị hành chính như tại Cabo Verde.

## Lịch sử
Cho đến cuộc cách mạng tự do ở Bồ Đào Nha năm 1822 và cuộc chiến tranh Miguelist vào năm 1834 tại Vương quốc Bồ Đào Nha cộng đồng giáo hội (Paróquia) với các đơn vị quản lý nhà nước giống hệt nhau. Với cuộc cải cách hành chính vào ngày 18 tháng 7 năm 1835, các giáo khu được phân biệt với đơn vị xã của nhà nước. Với đạo luật vào ngày 23 tháng 6 năm 1916, các đơn vị hành chính nhà nước từ nay về sau được gọi là freguesias. Từ Freguesia cho đến ngày hôm nay trong lối nói thông tục vẫn được dùng để gọi một giáo khu.
Đến năm 2013, Bồ Đào Nha có 4259 Freguesias, được cắt giảm qua cuộc cải cách hành chính ở Bồ Đào Nha năm 2013 xuống còn 3091.

## Cấu trúc
Nhiều Freguesias kết hợp thành một Municipio (huyện). Freguesia có thể có một lãnh thổ rất nhỏ, nhưng cũng có những Freguesias có diện tích vượt quá 100 km vuông hoặc bao gồm hàng chục những nơi nhỏ hơn. Tương tự như vậy, dân số có thể khác nhau rất nhiều.
Hiện nay ở Bồ Đào Nha có 6 municipios, chỉ có một freguesia duy nhất. Municipio với số lượng freguesias cao nhất là Barcelos với 89 xã.